# Macarie (ieromonah)
Macarie Ieromonahul (sfârșitul secolului al XV-lea – începutul secolului al XVI-lea) a fost un tipograf de limbă sârbă, care a activat în Muntenegru și în Țara Românească.

## Biografie
Călugăr de limbă sârbă din Zeta (azi Muntenegru), învață meșteșugul de tipograf la Veneția. Activează la Cetinje, în Muntenegru, unde tipărește mai multe cărți slavone. După invazia otomană în 1508, vine în Țara Românească, unde înființează, din porunca domnului Radu cel Mare, prima tipografie din țară, la Mănăstirea Dealu de lângă Târgoviște.

## Tipărituri
- Octoih, Cetinje, 1494
- Psaltire cu tâlc, Cetinje, 1495
- Molitvenic, Cetinje, 1493-1495
- Liturghier, Târgoviște, 1508;[2] prima tipăritură din Țara Românească (în l. slavonă); editat de P. P. Panaitescu în 1961
- Octoih, Târgoviște, 1510
- Tetraevanghel, Târgoviște, 1512